# Regiunea Tașkent
Tașkent este o regiune  în  statul Uzbekistan. Reședința sa este orașul Tașkent.